# Sarantus marginalis
Sarantus marginalis är en insektsart som beskrevs av Schmidt 1925. Sarantus marginalis ingår i släktet Sarantus och familjen hornstritar. Inga underarter finns listade i Catalogue of Life.